# فرهاد صبا
فرهاد صبا (زاده ۸ بهمن ۱۳۲۵ - شمیران) فیلم‌بردار اهل ایران است. 

## زندگی و حرفه
او پس از گذراندن دوره يک ساله عمومی سینما و دوره فیلمبرداری فعالیت سینمایی را آغاز کرد. عضویت در هیات داوری جشنواره سینمای جوان، جشنواره فیلم فجر و جشنواره سیمای ایران، از دیگر فعالیت‌های جنبی صبا در سینمای ایران است.

## کارگردان
- عروسک فرنگی (۱۳۸۴ و مشاور فیلمنامه)

## نویسنده
- باران (۱۳۶۱، به همراه کیومرث پوراحمد)

## مدیر فیلم‌برداری
- بنفشه آفریقایی (۱۳۹۷)
- گاهی واقعی (۱۳۸۵)
- پیشنهاد ۵۰ میلیونی (۱۳۸۴)
- ازدواج صورتی (۱۳۸۳)
- شمعی در باد (۱۳۸۲)
- پسران مهتاب (ارتشی در تاریکی) (۱۳۸۱)
- ستاره‌های سربی (۱۳۸۱)
- گاهی به آسمان نگاه کن (۱۳۸۱)
- کاغذ بی‌خط (۱۳۸۰)
- چتری برای دو نفر (۱۳۷۹)
- هزاران زن مثل من (۱۳۷۹)
- شوخی (۱۳۷۸)
- صنم (۱۳۷۸)
- عشق شیشه‌ای (۱۳۷۸)
- افسانه پوپک طلائی (۱۳۷۷)
- بید و باد (۱۳۷۷)
- کیسه برنج (۱۳۷۵)
- سفر به چزابه (۱۳۷۴)
- تیک تاک (۱۳۷۱)
- چکمه (۱۳۷۱)
- یکبار برای همیشه (۱۳۷۱)
- گربه آوازخوان (۱۳۶۹)
- سفر عشق (۱۳۶۷)
- لنگرگاه (۱۳۶۷)
- سرزمین آرزوها (۱۳۶۶)
- خانه دوست کجاست؟ (۱۳۶۵)
- رابطه (۱۳۶۵)
- بی‌بی چلچله (۱۳۶۳)

## جشنواره‌ها
- کاندیدای بهترین فیلم‌برداری (خانه دوست کجاست؟) در پنجمین دوره جشنواره فیلم فجر - ۱۳۶۵
- کاندیدای بهترین فیلم‌برداری (تیک تاک) در دوازدهمین دوره جشنواره فیلم فجر - ۱۳۷۲
- کاندیدای بهترین فیلم‌برداری (سفر به چزابه) در چهاردهمین دوره جشنواره فیلم فجر - ۱۳۷۴
- برنده دیپلم افتخار و پلاک بلورین بهترین فیلم‌برداری (سفر به چزابه) در ششمین دوره جشنواره فیلم دفاع مقدس - ۱۳۷۵
- کاندیدای بهترین فیلم‌برداری (نجات‌یافتگان) در دومین دوره جشن خانه سینما - ۱۳۷۷
- کاندیدای بهترین فیلم‌برداری (بید و باد) در چهارمین دوره جشن خانه سینما - ۱۳۷۹
- کاندیدای بهترین فیلم‌برداری (کاغذ بی‌خط) در ششمین دوره جشن خانه سینما - ۱۳۸۱
- کاندیدای بهترین فیلم‌برداری (ستاره‌های سربی) در ششمین دوره جشن خانه سینما - ۱۳۸۱